# Winzerhof Stahl
Der Winzerhof Stahl ist ein Weingut im mittelfränkischen Auernhofen. Seit 1814 ist das landwirtschaftliche Gut im Besitz der Familie Stahl, seit 1984 konzentriert sich der Betrieb auf den Weinbau.

## Einleitung
1984 startete die Familie Stahl mit dem Weinbau. Den Anstoß dazu gab ein EU-Projekt zur Wiederbelebung brachliegender Weinhänge im Taubertal. Im Zuge der Rekultivierung kauften Gudrun und Albrecht Stahl einen Hektar Fläche und bepflanzten sie mit Weinreben. Im Jahr 2000 übernahm Christian Stahl das elterliche Unternehmen, baute es weiter aus und bewirtschaftet heute rund 40 Hektar Rebfläche. In den folgenden Jahren wurde Stahl von Weinjournalist Stuart Pigott sowie vom Magazin Falstaff zum Jungwinzer des Jahres gewählt. Die Frankfurter Allgemeine Sonntagszeitung kürte ihn 2018 zum Winzer des Jahres, das Magazin Der Feinschmecker zählt den Winzerhof zu den besten Weingütern Deutschlands. Christian Stahl steht zudem am Herd seines Restaurants, das vom Gault Millau und von Falstaff ausgezeichnet wurde.

## Weine
Die Geschichte des Weinbaus in Franken reicht ins 8. Jahrhundert zurück und ist verwurzelt im Lebensstil und in den Bräuchen der Region. Das Weinanbaugebiet Franken ist heute das sechstgrößte Weingebiet Deutschlands. Hauptnährböden des Frankenweins sind Muschelkalk, Keuper und Buntsandstein.
Der Winzerhof Stahl liegt im mittelfränkischen Auernhofen, im Südosten des Weinbaugebiets Franken im Landkreis Neustadt an der Aisch-Bad Windsheim. Die Region liegt zwischen dem Main- und Taubertal und ist für ihre Muschelkalkböden bekannt. Auch im Steigerwald besitzt der Winzerhof Weinberge. Die wichtigsten Sorten von Stahlwein sind Silvaner, Müller-Thurgau, Scheurebe, Weißer Burgunder, Sauvignon Blanc, Chardonnay und Riesling. Die Müller-Thurgau-Reben im Steilhang aus den Anfangsjahren des Weinguts stehen bis heute. Von diesen pachtete der Weinjournalist Stuart Pigott 2009 zehn Rebzeilen. Aus Begeisterung für diese Lage baute er rund 300 Flaschen eines eigenen Weines an und verkaufte ihn für einen guten Zweck.

## Kulinarik
Aus der hofeigenen Straußenwirtschaft des Winzerhofs ging im Jahr 1990 ein Restaurant hervor. Seit 2010 steht Christian Stahl als Küchenchef am Herd. Die Küche ist dabei klassisch französisch mit einem Fokus auf die Qualität der Produkte. Alle Räume des Restaurants sind Teil des historischen Hofs. Der Restaurantführer Gault & Millau zeichnet es seit 2020 mit zwei Hauben aus, das Magazin Falstaff mit zwei Gabeln. Im Jahr 2024 zeichnete der Guide Michelin das Restaurant mit einem Michelinstern aus.
Neben dem Weingut und dem Restaurant mit Vinothek gehören heute eine Brennerei und Veranstaltungsräume zum Winzerhof.

## Auszeichnungen
- 2008: Jungwinzer des Jahres („Stuart Pigotts kleiner genialer Weinführer“)[1]
- 2010: Jungwinzer des Jahres, Stuart Pigott[8]
- 2012: Jungwinzer des Jahres, Falstaff[2]
- 2018: Winzer des Jahres, Frankfurter Allgemeine Sonntagszeitung[3]
- Seit 2020: 2 Hauben / 15 Punkte, Gault & Millau[5]
- 2022: Die besten Gasthäuser / 2 Gabeln, Falstaff[6]
- 2023: Beste Weingüter Deutschlands, Der Feinschmecker[4]
- 2024: 1 Stern Guide Michelin[7]
- 2024: 7 Gusto-Pfannen[9]
- 2024: 3,5 F, Der Feinschmecker[10]
- 4 Trauben Sonnenstuhl Grande Réserve Chardonnay in der Verkostung „Große Weine 2022“ des Gault & Millau[11]